# La casa stregata di Elvira
La casa stregata di Elvira (Elvira's Haunted Hills) è un film del 2001 diretto da Sam Irvin, sequel di Una strega chiamata Elvira. Il film è stato presentato all'International Rocky Horror Fan Convention il 23 giugno 2001.

## Trama
Il film è ambientato sui Carpazi nel 1851. Quando Elvira e la sua cameriera Ziou Ziou vengono cacciate via da una locanda per non aver saldato il conto, si imbattono nel dottor Bradley, uno psichiatra che si offre di ospitarle presso il suo cliente, Lord Hellsubus, che risiede in un castello in cima alla collina del villaggio.
L'arrivo di Elvira suscita meraviglia tra gli occupanti della magione, in particolar modo in Lord Hellsubus. Bradley spiega alla donna che la dinastia degli Hellsubus è considerata maledetta, e che il motivo di tanto stupore da parte dei membri del castello nei suoi confronti è che vedono in lei una straordinaria somiglianza con Lady Elura, la defunta prima moglie di Lord Hellsubus. Verso la notte Elvira conosce Roxana, l'ipocondriaca nipote di Lord Hellsubus, che prende in simpatia la donna e decide, dopo un iniziale rifiuto della donna, di unirsi in viaggio a Parigi insieme a lei e Ziou Ziou verso l'indomani. Conosce inoltre anche lo stalliere Adrian, per il quale Elvira prova attrazione.
Al mattino seguente, Elvira, Ziou Ziou e Roxana si apprestano a proseguire il loro viaggio, ma il dottor Bradley è già partito alla volta del villaggio per curare i suoi abitanti colpiti dalla peste. Elvira scorge una figura nella foresta e la segue, giungendo presso un cimitero. Trova Lord Hellsubus, che spiega alla donna che sua moglie, in principio allegra e vivace, lentamente impazzì poco dopo essersi trasferita nel castello, fino ad arrivare al suicidio. Per un istante Lord Hellsubus ha un brusco cambiamento di umore e cerca di attaccare Elvira, ma subito dopo ritorna in sé, ignaro di ciò che aveva fatto prima.
Verso ora di cena il dottor Bradley convince Elvira a farsi ipnotizzare, e in quell'istante viene posseduta dallo spirito di Elura, che promette ai presenti di reclamare la sua vendetta. Durante la notte Lord Hellsubus viene nuovamente posseduto, e le sue grida attirano gli altri. Egli sostiene che la moglie non sia morta, e ordina che venga riesumata la sua bara, che scoprono con sconcerto essere vuota, Roxana subisce un forte spavento e apparentemente, muore. Poco dopo Elvira fa visita ad Adrian e mentre dorme al suo fianco fa uno strano sogno: vede Elura appartarsi con Nikolaj, fratello minore di Lord Hellsubus, con il quale aveva una relazione extraconiugale. I due amanti vengono scoperti, Nikolaj viene decapitato mentre Elura viene murata viva dentro il castello. Elvira si sveglia e si precipita nel castello, dove recupera furtivamente la chiave in possesso di Lord Hellsubus e si reca presso una stanza segreta da lei trovata due notti prima.
Elvira giunge presso delle segrete dove trova Ziou Ziou intrappolata e il muro dietro il quale giacciono i resti di Elura. Lord Hellsubus la raggiunge e spiega di aver ucciso la propria moglie perché intendeva lasciarlo per il fratello, e si lancia all'inseguimento della donna, che dopo una colluttazione riesce a stordire. Poco dopo irrompono nella stanza Lady Hellsubus e il dottor Bradley, che si scopre essere amanti che hanno complottato affinché Lord Hellsubus impazzisse fino alla morte così da poter rilevare il suo patrimonio. Elvira viene catturata e quasi uccisa, ma Lord Hellsubus rinviene, intrappola la moglie in una vergine di ferro e stordisce Bradley. Ciò però non lo distoglie dalle sue intenzioni di uccidere Elvira, che viene legata a uno strumento di tortura. La donna viene salvata da Roxana, che però finisce stritolata dagli ingranaggi del macchinario. Accecato, Lord Hellsubus finisce nel suddetto macchinario, rimanendone ucciso. Adrian raggiunge Elvira, liberano Ziou Ziou ed escono dal castello, ma quando l'uomo sente le grida di Lady Hellsubus, che si rivela essere la sua sorellastra, egli si precipita invano a salvarla, morendo a sua volta. Il castello collassa e lo spirito di Elura ringrazia Elvira per averla liberata.
Verso la notte le due donne incrociano una carrozza che si accosta per offrire loro un passaggio. Le donne spiegano all'uomo che le ha soccorse ciò che gli è capitato, ma egli afferma che è impossibile in quanto il Castello Hellsubus è andato distrutto da oltre un secolo. La vicenda si conclude mostrando il cocchiere della carrozza, che si rivela essere un ridente Lord Hellsubus, lasciando presagire che le sventure di Elvira e Ziou Ziou avranno seguito.

## Curiosità
- Nei titoli di coda viene reso noto che il film è dedicato a Vincent Price.